# Realismo (letteratura)

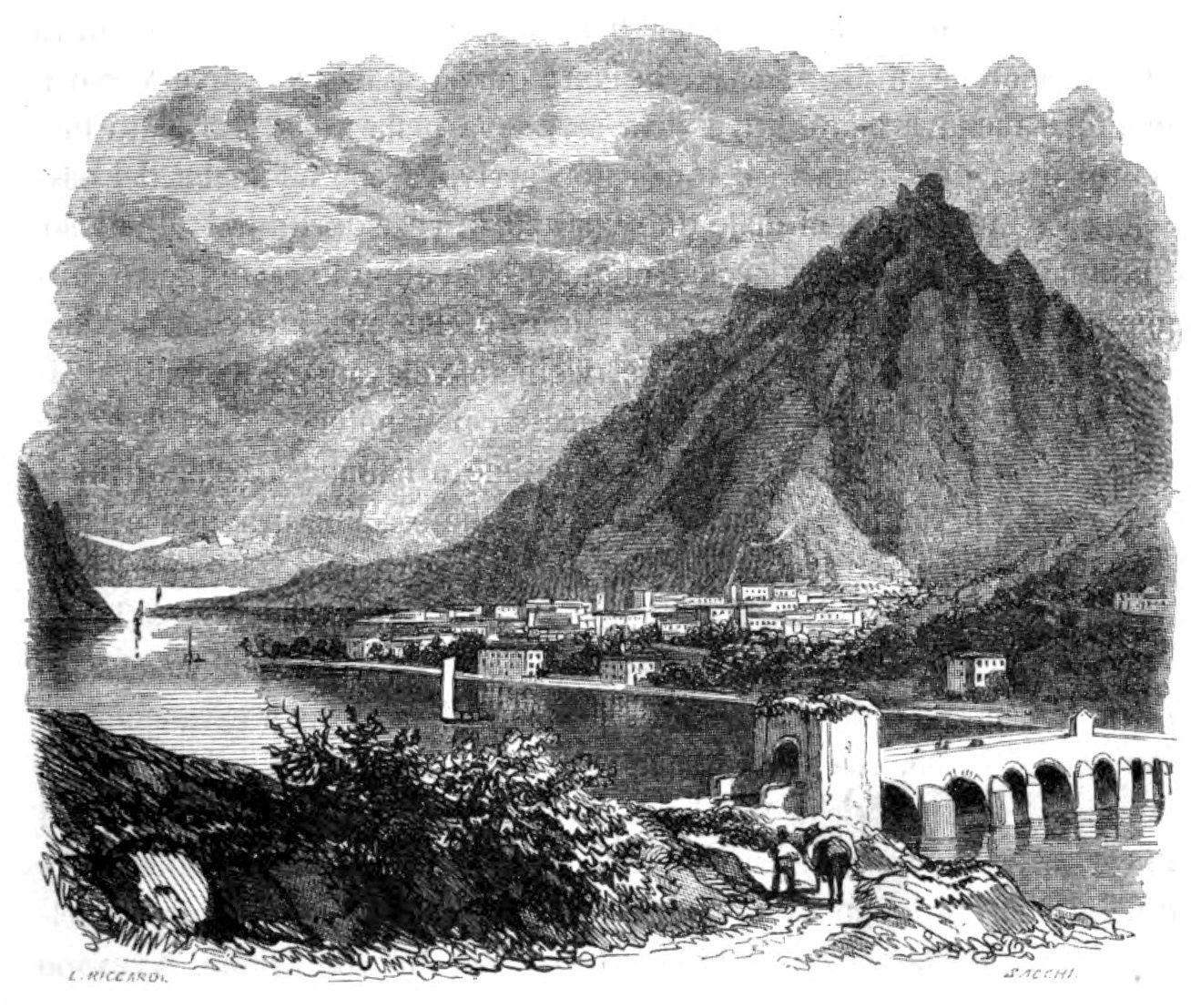
«Quel ramo del Lago di Como», incipit dei Promessi Sposi di Alessandro Manzoni, illustrato da Luigi Riccardi e Francesco Gonin (1840), esempio di romanzo appartenente al genere realistico.

In letteratura il realismo è una tendenza a rappresentare la realtà oggettiva, sia cogliendone in modo problematico i risvolti politici e sociali nella vita quotidiana, sia inserendo personaggi in un preciso contesto storico e ambientale, anche remoto.
Si è affermato prevalentemente nel XIX secolo, nell'ambito della letteratura romantica, in opposizione al neoclassicismo che proponeva modelli classici mitologici e a-storici, sebbene nell'ambito stesso del Romanticismo diverga dalle correnti più liriste incentrate sulla soggettività, l'emozione, e l'immaginazione.
Esponenti del realismo romantico possono essere considerati Stendhal e Balzac in Francia, Manzoni, Carlo Porta, Guerrazzi, Grossi, Nievo in Italia, dove questa tendenza trova la sua migliore espressione nel genere del romanzo storico.
Nel suo intento di riprodurre la realtà all'interno delle opere letterarie, di "fotografare" la vita quotidiana senza commenti o giudizi, spesso basandosi su un attento lavoro di documentazione, il realismo ha successivamente dato vita a due correnti chiamate rispettivamente naturalismo in Francia e verismo in Italia.

## Storia

### LaPoeticadi Aristotele
Il realismo trova le sue radici nella Poetica di Aristotele, in cui secondo le sue teorie i generi letterari più vicini alla perfezione sono quelli che rappresentano la realtà come dovrebbe essere, dove gli esseri umani sono tratteggiati al meglio delle loro possibilità, come nel poema epico e nella tragedia.

### La nascita del romanzo moderno
Nella storia della letteratura il primo sviluppo di un realismo romanzesco avviene nel Medioevo con i poemi epico-cavallereschi, che riflettono i costumi e i valori della società feudale. In seguito, nel Seicento, si scrissero romanzi avventurosi molto lunghi e ricchi di digressioni narrative e ampie parti descrittive. 
La rappresentazione fedele di vicende, personaggi e ambienti tratti dalla realtà ha caratterizzato la nascita del romanzo moderno, genere letterario che solo nel Settecento si diffonde in Europa, a partire dall'Inghilterra e dalla Francia, in una straordinaria varietà di forme. Esso risponde all'esigenza del ceto emergente, la borghesia, di rispecchiarsi nelle vicende narrate, di vedervi cioè il riflesso dei propri problemi, ideali, aspirazioni e sentimenti. 
La stagione del grande romanzo realista - inteso come genere che esclude qualsiasi esagerazione o forzatura della realtà - coincide tuttavia con l'Ottocento. È il secolo del trionfo della borghesia, conseguentemente al diffondersi della Rivoluzione industriale e al susseguirsi dei rivolgimenti storici, inaugurati dalla Rivoluzione francese del 1789, che hanno messo in crisi i regimi assoluti fondati sul predominio dell'aristocrazia e sull'immobilismo sociale. 
Al contempo la letteratura e la cultura in generale sono segnati dall'avvento del Romanticismo, in cui prevale tra le altre la componente storica, mirante a riscoprire le tradizioni e le radici vitali dei popoli.

### Il realismo ottocentesco
Tutta la letteratura dell'Ottocento, ha scritto David Herbert Lawrence, ha come motivo principale una concezione che si può definire sentimentale democratica (nel senso di popolare), da Hawthorne a Dickens, da Flaubert a Balzac: 
 V'è inoltre da aggiungere che la difficoltà generale del realismo «consiste nel fatto che l'autore,allorché si tratti di una personalità veramente eccezionale come potrebbe essere un Verga o un Flaubert, cerca di leggere il proprio senso della tragedia in personaggi molto inferiori a lui». 

### La ricerca della verosimiglianza
Il bisogno di raccontare, ispirandosi al mondo reale, ha avuto un riflesso sulle tecniche narrative. Dapprima gli scrittori fecero ricorso a quel procedimento, ereditato dai poemi epici, dai romanzi e dalle novelle dell'antichità classica e medievale, che la moderna narratologia ha denominato "focalizzazione zero". 
In particolare, nella narrativa ottocentesca a impostazione realistica il narratore "onnisciente" ha in genere la funzione di raccontare una storia avvincente, inventata ma allo stesso tempo verosimile, tale cioè da riflettere su modi, personaggi ed eventi che possono trovare riscontro con la realtà. 
L'adozione del narratore onnisciente è inoltre congeniale all'intento pedagogico di molti autori realisti ottocenteschi, quali Lev Tolstoj, Honoré de Balzac, Charles Dickens, Benito Pérez Galdós. Gustave Flaubert diede vita, con Madame Bovary (1857), a un nuovo modo di scrivere e di concepire l'arte, sia per il carattere anti-romantico sia per l'oggettività con cui veniva indagata la psicologia dei personaggi. 
Questo tipo di narratore, infatti, non impegna il lettore in uno sforzo di comprensione di ciò che gli viene narrato ma, anzi, gli rende agevole la lettura, lo guida nella corretta interpretazione della storia (che raramente presenta margini di ambiguità), gli presenta i personaggi, gli svela i retroscena di taluni fatti grazie alla tecnica dell'analessi (flashback), o gliene anticipa i futuri sviluppi tramite la prolessi (anticipazione).
Si tratta in ogni caso di una tecnica che si discosta dai futuri esiti veristi e naturalisti, molto più rigorosi nel ricercare l'aderenza al «vero».
Anche nei Promessi Sposi di Manzoni, ad esempio, la componente realista si abbina a momenti di sospensione della narrazione in cui l'autore dà spazio a sentimenti e analisi introspettive come nel brano Addio Monti.